# Villelongue-de-la-Salanque
Villelongue-de-la-Salanque är en kommun i departementet Pyrénées-Orientales i regionen Occitanien i södra Frankrike. Kommunen ligger i kantonen Canet-en-Roussillon som tillhör arrondissementet Perpignan. År 2022 hade Villelongue-de-la-Salanque 3 318 invånare.

## Befolkningsutveckling
Antalet invånare i kommunen Villelongue-de-la-Salanque
| Referens: INSEE |